# Sofie Joosen
Sofie Joosen (Duffel, 7 april 1986) is een Belgisch politica voor N-VA.

## Levensloop
Joosen was van 2007 tot 2012 actief als tandartsassistente in een groepspraktijk in Hove en nam nadien van 2012 tot 2014 een functie op als assistent-coördinator voor een project bij het Verbond der Vlaamse Tandartsen. 
In 2010 werd ze bestuurslid van de N-VA-afdeling van haar woonplaats Duffel. Ook was ze medeoprichter van de plaatselijke Jong N-VA-afdeling.
Bij de gemeenteraadsverkiezingen van oktober 2012 werd ze verkozen als gemeenteraadslid van Duffel. De lokale N-VA-partijafdeling sloot een bestuursakkoord met sp.a-Groen. Ze werd opgenomen in het college van burgemeester en schepenen als schepen van sport, lokale economie, land- en tuinbouw, toerisme, dierenwelzijn, feestelijkheden, bevolking en burgerlijke stand. Na de gemeenteraadsverkiezingen van oktober 2018 werd Sofie Joosen burgemeester van Duffel.
Op 25 mei 2014 werd ze met 10.894 voorkeurstemmen bij de Vlaamse verkiezingen verkozen als Vlaams Parlementslid voor de kieskring Antwerpen. Bij de Vlaamse verkiezingen van 26 mei 2019 werd ze herkozen met 14.416 voorkeurstemmen en bij de Vlaamse verkiezingen van 9 juni 2024 werd ze nogmaals herkozen met 12.324 voorkeurstemmen. Als Vlaams Parlementslid ging Joosen van 2014 tot 2024 zetelen in de commissie Landbouw, Visserij en Plattelandsbeleid, alsook van 2014 tot 2019 in de commissie Binnenlands Bestuur, Bestuurszaken, Inburgering en Stedenbeleid en de commissie Brussel, Vlaamse Rand en Dierenwelzijn, waarin ze sinds 2019 zetelt. Sinds 2024 is ze eerste ondervoorzitter van de commissie Buitenlands Beleid, Europese Aangelegenheden en Internationale Samenwerking